# Lecceta di Casoli e Bosco di Colleforeste
Lecceta di Casoli e Bosco di Colleforeste este o arie protejată (arie specială de conservare — SAC, sit de importanță comunitară — SCI, arie de protecție specială avifaunistică — SPA) din Italia întinsă pe o suprafață de 596 ha, integral pe uscat.

## Localizare
Centrul sitului Lecceta di Casoli e Bosco di Colleforeste este situat la coordonatele 42°06′30″N 14°15′36″E / 42.108333°N 14.26°E.

## Înființare
Situl Lecceta di Casoli e Bosco di Colleforeste a fost declarat arie de protecție specială avifaunistică în decembrie 2019 pentru a proteja 14 specii de animale. Alte tipuri de protecție:
- sit de importanță comunitară (în iunie 1995)
- arie specială de conservare (în decembrie 2018)[1][3][4]

## Biodiversitate
Situată în ecoregiunea mediteraneană, aria protejată conține 7 habitate naturale: Râuri de munte și vegetația lor lemnoasă cu Salix elaeagnos, Păduri mixte riverane de Quercus robur, Ulmus laevis și Ulmus minor, Fraxinus excelsior sau Fraxinus angustifolia, de-a lungul marilor râuri (Ulmenion minoris), Păduri de Quercus ilex și Quercus rotundifolia, Galerii de Salix alba și de Populus alba, Păduri de stejar alb estice, Pseudostepă cu ierburi și specii anuale de Thero-Brachypodietea, Pajiști uscate seminaturale și facies de acoperire cu tufișuri pe substraturi calcaroase (Festuco-Brometalia) (* situri importante pentru orhidee).
La baza desemnării sitului se află mai multe specii protejate:
- păsări (5): pescăruș albastru (Alcedo atthis), caprimulg (Caprimulgus europaeus), sfrâncioc roșiatic (Lanius collurio), sfrâncioc cu cap roșu (Lanius senator), gaia roșie (Milvus milvus)
- amfibieni (2): Bombina pachypus, Triturus carnifex
- mamifere (4): liliac cârn (Barbastella barbastellus), lupul (Canis lupus), vidră de râu (Lutra lutra), liliacul mic cu potcoavă (Rhinolophus hipposideros)
- pești (2): Barbus tyberinus, Rutilus rubilio
- reptile (1): șarpele cu patru dungi (Elaphe quatuorlineata)

Pe lângă speciile protejate, pe teritoriul sitului au mai fost identificate 5 specii de plante, 7 specii de mamifere, 1 specie de nevertebrate, 5 specii de reptile.